# Musica Caelestis
Musica Caelestis (tłum. z łac. "Niebiańska muzyka") – album audiowizualny (DVD) z nagraniami śpiewów sakralnych w wykonaniu Chóru Katedry Warszawsko-Praskiej 'Musica Sacra' i solistów pod dyr. Pawła Łukaszewskiego, dokonanymi podczas koncertu w hołdzie św. Janowi Pawłowi II z dnia 31 maja 2014 w Kościele Ewangelicko-Reformowanym w Warszawie. Płytę wydała w 2015 r. oficyna Musica Sacra Edition (nr kat. MSE 045 DVD). Album zdobył nagrodę Fryderyk 2016 w kategorii Album Roku – Muzyka Chóralna, Oratoryjna i Operowa.

## Lista utworów
- Bob Chilcott (*1955) – I lift my eyes, sł. Timothy Dudley-Smith
- Eric Whitacre (*1970) – The seal lullaby, sł. Rudyard Kipling
- Bob Chilcott (*1955) – Nidaros Jazz Mass

```
  **1. "Kyrie"
  **2. "Gloria"
  **3. "Sanctus"
  **4. "Benedictus"
  **5. "Agnus Dei"
```

- Nino Rota (1911-1979) – Custodi nos Domine
- David Hamilton (*1955) – Ave Maria
- John Rutter (*1945) – The Lord bless you and keep you
- Karl Jenkins (*1944) – Pie Jesu
- Marcin Łukaszewski (*1972) – Ave verum
- Paul Mealor (*1975) – Ubi caritas
- John Tavener (1944-2013) arr. Barry Rose – The Lord's prayer
- Ēriks Ešenvalds (*1977) – O salutaris Hostia

## Wykonawcy
- Chór Katedry Warszawsko-Praskiej MUSICA SACRA
- Joanna Łukaszewska – sopran, emisja głosu
- Paweł Łukaszewski – dyrygent
- Anna Krawczykiewicz – sopran
- Konrad Tanewski – perkusja
- Małgorzata Kołcz – kontrabas
- Łukasz Farcinkiewicz – fortepian
- Michał Markuszewski – organy